# Michal Vitanovský
Michal Vitanovský (* 3. května 1946 Klatovy) je český medailér a sochař a publicista zaměřený na problematiku numismatiky a kachlů.

## Život
V letech 1961–1965 vystudoval Střední odbornou školu výtvarnou v Praze. Po dokončení studoval v letech 1965–1971 na Vysoké škole uměleckoprůmyslové v Praze v ateliéru Jana Kavana, obor užitá plastika.
Od roku 1990 je členem Asociace umělců medailérů, od r. 1992 Umělecké besedy a společně s Miladou Othovou a Jiřím Vlachem tvoří uměleckou skupinu Trojkolka. V současné době žije a tvoří v Praze. Náleží k předním českým medailérům.

## Tvorba
Během studií pracoval s mnoha různými materiály, jako například dřevo, kovy, keramika, kámen i plasty. Již během let jeho studia lze v jeho práci najít inspiraci díly mnoha moderních sochařů, jako je například Pablo Picasso, Alexander Calder, Henry Moore nebo Jacques Lipchitz. Závěr jeho vysokoškolského studia se dějově proťal s nástupem normalizace, což se také projevilo v jeho závěrečné práci – do plastiky Prométhea vtělil všechny své pocity z dusné atmosféry oné doby.
Po absolutoriu školy se Vitanovský věnoval převážně tvorbě medailí a soch jako umělec ve svobodném povolání. Inspirací mu byla žena díky fyzickým proměnám a vnitřní život. Během 80. let se mimo odlévaných medailí věnoval také medailím raženým. Celkem jich zrealizoval již přes osm set.
Je autorem návrhu československého Řádu T. G. Masaryka (1990) a českého Řádu Bílého lva (1994), dále pomníku zimního krále Fridricha Falckého v Pyšelích-Nové Vsi (2010), pamětní desky Josefa Hlávky ve Vídni (2016) či bronzové pamětní desky zakladatele Josefa Hlávky na Zemské porodnici v Praze (2016). Celoživotní tvorba autora byla představena v monografii Michal Vitanovský, Regulus, Praha 2011 (ISBN 978-80-86279-99-2).

### Publikace (výběr)
- Osobnost krále Vratislava I. (1061–1092) na mincích. K oficiálnímu vyobrazení prvního českého krále a k české panovnické distinkci, Sborník Národního muzea v Praze A 38, 1984, s. 169-218
- Lipany poprvé, katalog výstavy, Galerie Mladá fronta, Praha 1991
- Příspěvek k výrobě pozdně gotických kachlových matric – otázky výtvarné formy a technologie, in: Archeologia historica, 20, 1995, s. 539–550 (se Zdeňkem Hazlbauerem)
- Kavanova škola v současné české medaili, in: Numismatické listy 50, 1995, s. 115–117
- Svět české mince a medaile, katalog expozice ve Vlašském dvoře, Kutná Hora 1996 (s Helenou Štroblovou)
- Jan Smrž a jeho lyrické konstrukce, Plzeň 1998
- Plakety sochaře Olbrama Zoubka, in: Numismatické listy 53, 1998, s. 73–75
- Encyklopedie kachlů v Čechách, na Moravě a ve Slezsku. Ikonografický atlas reliéfů na kachlích gotiky a renesance, Praha 2004 (s Čeňkem Pavlíkem)
- Pyšelská heraldika, Praha 2006
- Krása, která hřeje. Výběrový katalog gotických a renesančních kachlů Moravy a Slezska, Slovácké muzeum Uherské Hradiště 2008 (spoluautoři Zdeněk Měřínský aj.)

### Vyznamenání
- 1995 Medaille d'argent de l'ordre PRO MERITO MELITENSI. Suverénní řád Maltézských rytířů
- 2000 Medaile Jiřího z Poděbrad. Nadace Jiřího z Poděbrad pro evropskou spolupráci
- 2022 Záslužný kříž Božího hrobu jeruzalémského. Rytířský řád Božího hrobu jeruzalémského